# Eleições parlamentares em Nauru em junho de 2010
As eleições parlamentares nauruanas de junho de 2010 foram realizadas no dia 19.

## Resultados
| Seguidores não partidários de Marcus Stephen | 9  |
| Opositores não partidários de Marcus Stephen | 8  |
| Independente                                 | 1  |
| Total                                        | 18 |
| Fonte: Australia Network News                |    |